# Quan Horn
Pour les articles homonymes, voir Horn.
Pas d'image ? Cliquez ici

a Compétitions nationales et continentales officielles uniquement.

b Matchs officiels uniquement.
Dernière mise à jour le 13 décembre 2024.
Quan Horn, né le 27 juin 2001 au Cap-Occidental (Afrique du Sud), est un joueur international sud-africain de rugby à XV jouant au poste d'arrière avec les Golden Lions en Currie Cup. Il évolue avec la franchise sud-africaine des Lions en United Rugby Championship depuis 2022.

## Biographie

### Jeunesse et formation
Quan Horn naît le 27 juin 2001 dans la province du Cap-Occidental en Afrique du Sud. Issu d'une famille d'agriculteurs de De Aar, il suit sa formation dans la Paarl Boys' High School (en), connue pour la formation de joueurs de rugby à XV de haut niveau en Afrique du Sud,.
Horn évolue ensuite avec l'équipe des moins de 18 ans de la Western Province et est sélectionné dans les équipes de jeunes sud-africaines. Par la suite, il rejoint l'équipe des moins de 21 ans des Golden Lions, une équipe basée à Johannesbourg, qui atteint la finale du Championnat national de sa catégorie en 2021. Il est un joueur polyvalent, capable de jouer à l'aile et à l'arrière.

### Carrière professionnelle
Horn entame sa carrière professionnelle en 2022 avec l'équipe des Golden Lions, qui participe à la Currie Cup. Il fait ses débuts en compétition officielle le 15 janvier 2022 face à la Western Province. Lors de cette première saison, il joue six matchs en tant que titulaire au poste d'ailier et inscrit un essai. Malgré ses efforts, l'équipe termine dernière de la phase régulière pour la deuxième année consécutive.
Ces performances lui permettent de rejoindre la franchise des Lions, afin de disputer la première saison de United Rugby Championship avec des franchises sud-africaines. Horn dispute sa première rencontre face au Leinster. Pendant cette première saison, en 2021-2022, il est fixé au poste d'arrière. Il participe à dix rencontres (dont neuf comme titulaire), bien qu'il n'inscrive aucun point.
Lors de la saison 2022-2023, Quan Horn s'impose comme un joueur clé des Lions. Ses performances solides, marquées par quatre essais inscrits, attirent l'attention malgré les difficultés de l'équipe, qui termine dernière de sa poule en URC. Il est nommé dans le XV des joueurs de moins de 23 ans de l'URC, récompensant les meilleurs jeunes talents nés après le 1er janvier 1999. Quan Horn reçoit également le prix de l'Iron Man, attribué au joueur ayant accumulé le plus grand temps de jeu durant la saison régulière, avec un total de 1428 minutes disputées sur 18 matchs. En parallèle, il se distingue en Challenge Cup, notamment avec un doublé décisif contre le Stade Français Paris,, et un essai face aux Dragons RFC, confirmant son statut de finisseur efficace.
Lors de la saison 2023-2024, Horn inscrit sept essais en URC et atteint un total de 1351 minutes jouées en 17 matchs. En Challenge Cup, il contribue au bon parcours des Lions jusqu'en quart de finale. En mai 2024, il dépasse la barre des 50 matchs avec les Lions,. Puis, il joue également sept matchs supplémentaires en aidant son équipe des Golden Lions à atteindre la finale de la Currie Cup 2024.

### Carrière internationale
Quan Horn fait ses débuts internationaux avec l'équipe sud-africaine des moins de 18 ans en 2019,. En 2021, il est sélectionné pour intégrer l'équipe d'Afrique du Sud des moins de 20 ans,.
En 2024, il est convoqué pour un stage avec les Springboks, l'équipe d'Afrique du Sud, afin de préparer les tests contre le pays de Galles et l'Irlande, ainsi que le premier test match de l'histoire du rugby à XV entre l'Afrique du Sud et le Portugal. Le 20 juillet 2024, il fait ses débuts avec les Springboks lors de ce test contre le Portugal au Free State Stadium de Bloemfontein. Lors de cette rencontre, il entre en jeu et inscrit son premier essai avec l'équipe nationale. Cependant, bien qu'il ait montré son potentiel, il n'est pas retenu par l'entraîneur Rassie Erasmus pour la tournée d'automne 2024, ce qui n'empêche pas l'entraîneur des arrières des Lions, Ricardo Loubscher, de lui prédire un bel avenir international.